# Mangomaloba monticola
Mangomaloba monticola är en insektsart som beskrevs av Sjöstedt 1902. Mangomaloba monticola ingår i släktet Mangomaloba och familjen vårtbitare. Inga underarter finns listade i Catalogue of Life.